# لوکسیتان
لوکسیتان (انگلیسی: L'Occitane) شرکت لوازم آرایشی و بهداشتی فرانسوی است، که در سال ۱۹۷۶ توسط رینولد گایجر تأسیس شد.